# Église San Giuseppe Cafasso
L'église San Giuseppe Cafasso (en français : Saint-Giuseppe-Cafasso) est une église romaine située dans le quartier Tuscolano sur la via Camillo Manfroni. Elle est dédiée au prêtre et théologien Giuseppe Cafasso.

## Historique
L'église est construite dans les années 1960 sur le projet des architectes Mario Paniconi (it) et Giulio Pediconi (it). Instituée église paroissiale par le décret  Utilitati bonoque du cardinal Clemente Micara le 16 juillet 1960, elle est inaugurée le 19 mars 1968. Elle est alors allouée aux Oblats de Saint-Joseph d'Asti puis à partir de 2001, retourne dans le clergé du diocèse de Rome.
Elle a reçu une visite pastorale du pape Jean-Paul II le 1er février 1981

## Architecture et décorations
L'église est de plan central et de forme carrée construite en béton armé recouvert d'un pavement de tuf. Le campanile est distinct de l'édifice principal.